# The Blues Hot and Cold
The Blues Hot and Cold è un album di Bob Brookmeyer pubblicato nel 1960 dalla Verve Records.
Il disco fu registrato a Los Angeles (California) il 16 giugno del 1960. Nel 2009 la Lonehill Records fece uscire l'album su CD (masterizzato)
assieme a 7 X Wilder, un altro album di Brookmeyer del 1961.

## Tracce
Lato A
1. Languid Blues – 7:21 (Bob Brookmeyer)
2. On the Sunny Side of the Street – 6:04 (Dorothy Fields, Jimmy McHugh)
3. Stompin' at the Savoy – 5:54 (Bob Brookmeyer)

Lato B
1. I Got Rhythm – 4:53 (George Gershwin, Ira Gershwin)
2. Smoke Gets in Your Eyes – 5:48 (Otto Harbach, Jerome Kern)
3. Hot and Cold Blues – 7:57 (Bob Brookmeyer)

## Musicisti
- Bob Brookmeyer - trombone
- Jimmy Rowles - pianoforte
- Buddy Clark - contrabbasso
- Mel Lewis - batteria